# Živko Nikolić
Živko Nikolić (ciríl·lic: Живко Николић; 20 de novembre de 1941 - 17 d'agost de 2001) va ser un director de cinema iugoslau i montenegrí.

## Biografia
Živko Nikolić va néixer a Ozrinići, municipi de Nikšić a l'actual Montenegro, l'any 1941. Es va graduar a l'Escola d'Art d'Herceg Novi on es va formar com a pintor de ceràmica. va contribuir a la seva percepció específica de la pel·lícula. Va morir el 17 d'agost de 2001 a Belgrad. La seva pel·lícula de 1984 Čudo neviđeno va ser presentada al 14è Festival Internacional de Cinema de Moscou on va guanyar el Premi de Plata.

## Filmografia
- Sebi za života (1968) curt documental
- Blaženi mirotvorci (1968) curt documental
- Trag (1971) curt documental
- Čačanski neimari (1971) curt documental
- Ždrijelo (1972) curt documental
- Polaznik (1973) curt documental
- Bauk (1974) curt documental
- Aerodrom Rijeka (1974) curt documental
- Marko Perov (1975) curt documental
- Prozor (1976) curt documental
- Beštije (1977)
- Oglav (1977)
- Ine (1978)
- Jovana Lukina (1979)
- Krvava svadba na Brzavi (1980) (TV)
- Ane (1980)
- Graditelj (1980)
- Biljeg (1981)
- Smrt gospodina Goluže (1982)
- Čudo neviđeno (1984) ...
- Lepota poroka (1986)
- U ime naroda (1987)
- To ka' uvati ne pušta (1988) (TV)
- Đekna još nije umrla, a ka' će ne znamo (1988) TV Series
- Iskušavanje đavola (1989)
- Ukleti brod (1990)
- Oriđinali (1995) (mini) TV Series
- Uspavanka " (1995)
- In Search of the Miraculous (1998)